# Campus Killer – Das Böse kehrt zurück
Campus Killer – Das Böse kehrt zurück ist ein US-amerikanischer Slasher-Film aus dem Jahr 2017.

## Handlung
Claire wird in der High School von ihrem Mitschüler Matthew verfolgt. Aber sie weist den Stalker zurück, weil sie in einer Beziehung mit Tim ist. Matt ist ein Mobbing-Opfer und wird auch noch von seinem Stiefvater verprügelt. Mit einer Halloween-Maske geht er zu einer Party und versucht erneut, an Claire heranzukommen. Dadurch kommt es zum Streit mit Tim und seinen Freunden. Bei der Schlägerei tötet Matt Tim mit einer zerbrochenen Flasche.
Einige Jahre später studiert Claire Psychologie und arbeitet nebenbei als Erzieherin. Sie ist nun in einer Beziehung mit dem erfolgreichen Basketballer Jason, geht aber ab und zu mit Ryan fremd. Dann kehrt Matt als Mörder zurück. Er tötet in einer Nacht zwei junge Liebespaare am Strand. Claire erhält daraufhin mysteriöse Anrufe ihrer Freundin Jen ohne Nachricht. Die Erinnerungen an die High School plagen sie so stark, dass sie ihr Psychologie-Studium trotz herausragender Leistungen im dritten Jahr abbrechen möchte.
Als Claire sich mit ihren Kommilitoninnen auf den Weg zu einer Halloween-Party macht, bleibt eine WG-Bewohnerin zurück. Matt dringt ins Haus ein, fesselt sie an einen Tisch und ersticht sie. Wenig später kommt er zur Party und ermordet ein weiteres junges Paar, das sich zum Sex in den Keller zurückgezogen hat. Nach der Party bringt Jason Claire nach Hause. Im Haus entdeckt sie ihre tote Kommilitonin und rennt panisch zurück zur Haustür. Dort sieht sie, wie Matt Jason tötet.
Anschließend jagt Matt Claire durch die Gegend. Sie ruft telefonisch Ryan um Hilfe. In einem Haus erwischt Matt Claire und sticht ihr mit einem Messer in die Schulter. Als Claire ihn im Garten mit seinem Namen anspricht, zieht er die Maske aus und ist plötzlich lieb zu ihr. Er erzählt ihr, wie er sie schon seit Jahren verehrt. Claire sagt ihm jedoch, dass er immer noch kein Recht auf sie habe. Daraufhin greift er sie erneut an. Im letzten Moment kommt Ryan zu Hilfe und stürzt sich mit Matt über ein Geländer an den Strand, wo die Leichen der beiden Männer weggespült werden.
Während die Polizei ermittelt und die Medien über den Amoklauf berichten, geht Claire zu Jasons Basketballspiel und macht sich dabei mit ihren psychologischen Kenntnissen Gedanken über Matt.

## Produktion
Der Film wurde in Isla Vista gedreht. Als 2015 ein erster Trailer erschien, kam es zu einer Kontroverse, da die Handlung des Films und die Beschreibung des Mörders einige Parallelen zum realen Amoklauf von Isla Vista haben, der sich im Mai 2014 ereignete. Eine Studentin der nahegelegenen University of California, Santa Barbara startete daraufhin eine Online-Petition mit Zehntausenden Unterzeichnern.
Regisseur Shaun Hart, der selbst Absolvent der UCSB ist, erklärte daraufhin, dass es ihm nicht um eine Kommerzialisierung dieses Verbrechens gegangen sei, sondern um die Frage, warum die alljährliche Gewalt an Schulen ein epidemisches Level erreicht habe.

## Rezeption
Für den Rezensenten von Filmchecker ist es „ein wenig origineller Slasher, der einen gepeinigten Schüler Amok laufen lässt. Die Hintergründe sind oberflächlich und auch die Handlung ist rudimentär. [...] Die Morde sind beliebig und wenig spektakulär.“